# Анищенко, Андрей Анатольевич
Андрей Анатольевич Анищенко (укр. Андрій Анатолійович Аніщенко; род. 16 апреля 1975, Харьков) — украинский футболист, защитник и полузащитник. С 2011 года тренер молодежи харьковского «Металлиста».

## Карьера игрока
Дебютировал в профессиональном футболе в 1992 году в клубе Третьей лиге «Олимпик» из Харькова.
Закончил карьеру игрока в клубе «Гелиос» из Харькова после сезона 2007/08

## Карьера тренера
Летом 2011 назначен старшим тренером молодежной команды харьковского «Металлиста».
Получил высшее образование в ХГАФК.

## Достижения
- Чемпионат Украины (2) 1998/99, 1999/00